# Aimé Nzohabonayo
Aimé Nzohabonayo (ur. 7 września 1989 w Buhidze) – burundyjski piłkarz grający na pozycji napastnika. W swojej karierze rozegrał 15 meczów i strzelił 4 gole w reprezentacji Burundi.

## Kariera klubowa
Swoją karierę Nzohabonayo rozpoczął w klubie Muzinga FC. W sezonie 2004/2005 zadebiutował w jego barwach w burundyjskiej pierwszej lidze. Grał w nim do 2005 roku. W latach 2008–2010 był piłkarzem botswańskiego Extension Gunners FC. W latach 2010–2018 grał w rodzimym AS Inter Star, w którym zakończył karierę. W sezonie 2010 wywalczył z nim wicemistrzostwo Burundi.

## Kariera reprezentacyjna
W reprezentacji Burundi Nzohabonayo zadebiutował 11 grudnia 2004 roku w przegranym 1:2 meczu CECAFA Cup 2004 z Etiopią. Od 2004 do 2014 rozegrał w kadrze narodowej 15 meczów i strzelił 4 gole.